# Matagalpa (departement)

Matagalpa-departementet i Nicaragua

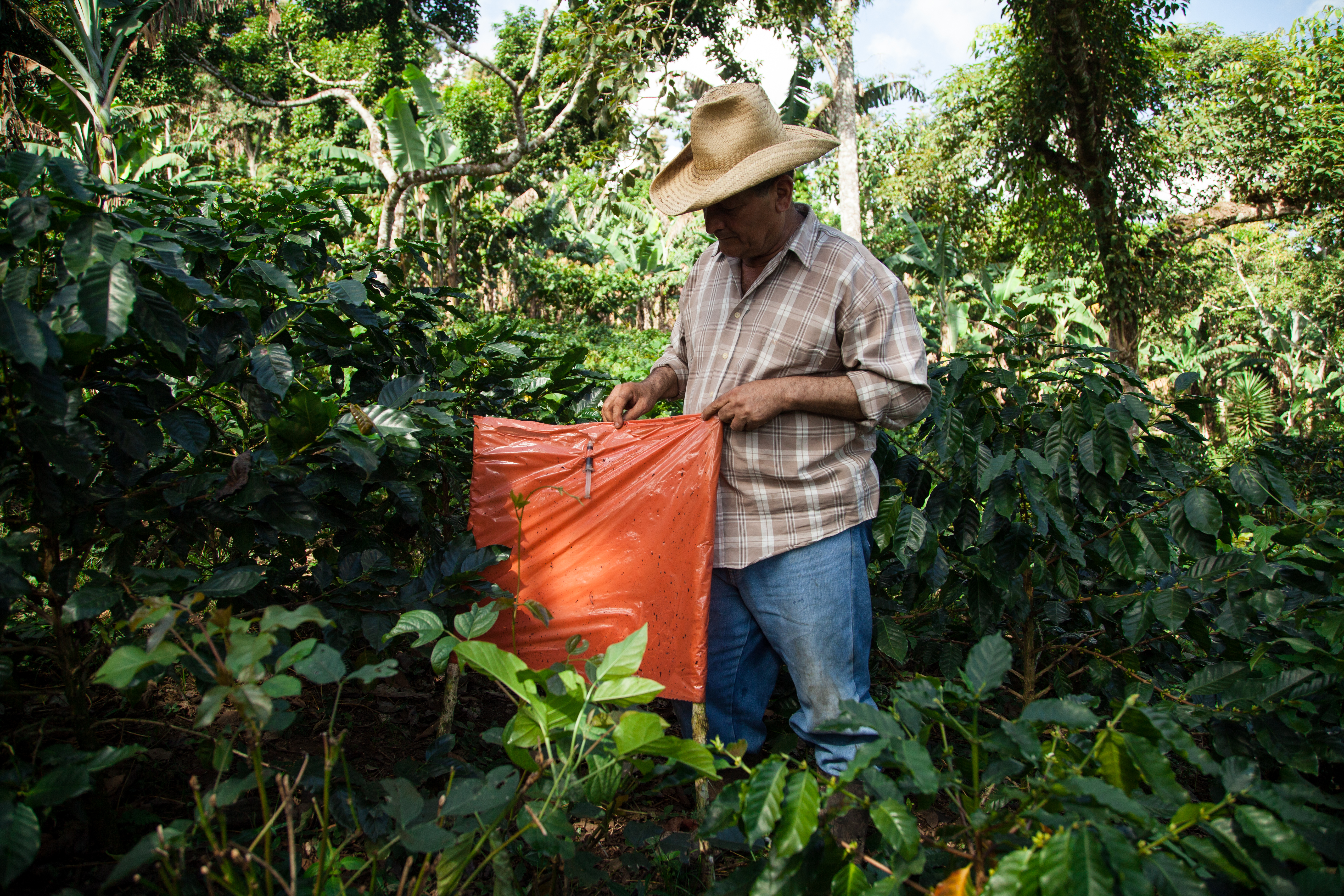
Kaffeodling i San Ramón, Matagalpa

Matagalpa är ett departement i centrala Nicaragua. Departementets huvudstad är Matagalpa. Matagalpa täcker en yta på 8 523 km² och har 485 000 invånare. Departementet är det fjärde största i Nicaragua till ytan och det näst största sett till antalet invånare. I departementet produceras kaffe, mjölk, kött, grönsaker, trä och guld. All denna produktion gör departementet till ett av de mest välmående i landet. Dess välbehållna skogar, floder och natur lämpar sig bra för ekoturism. De största städerna i departementet är Matagalpa, Sébaco och Río Blanco.

## Kommuner
Departementet har tretton kommuner (municipios):
1. Ciudad Darío
2. Esquipulas
3. Matagalpa
4. Matiguás
5. Muy Muy
6. Rancho Grande
7. Río Blanco
8. San Dionisio
9. San Isidro
10. San Ramón
11. Sébaco
12. Terrabona
13. El Tuma - La Dalia